# John Boyega
John Adedayo Bamidele Adegboyega, ismertebb nevén John Boyega (London, 1992. március 17. –) Golden Globe-díjas brit színész. 
Elsőként Moses szerepével vált ismertté az Idegen arcok (2011) című sci-fi vígjátékban. Finnt alakította Az ébredő Erő (2015), Az utolsó Jedik (2017) és a Skywalker kora (2019) című Csillagok háborúja-filmekben. 2021-ben a Kis fejsze című antológiasorozat televíziós mellékszereplőjeként nyert Golden Globe-díjat.

## Fiatalkora
Boyega a dél-londoni Peckhamben született. Szülei, Abigail és Samson, nigériai származásúak. Első szerepe ötévesen egy leopárd volt egy általános iskolai darabban. Boyega apja, aki lelkész, azt szerette volna, ha fia nyomdokaiba lép, és Boyega minden nap templomba járt családjával. A Peckham Színház művészeti vezetője, Teresa Early fedezte fel egy általános iskolai darabban, aki ösztöndíjjal elhívta egy 9-14 évesek számára fenntartott színitanodába. Később a Westminster Városi Iskolába járt, majd a Peckham Színházban járt órákra és szerepelt számos produkcióban. Színészetet tanult a Dél-Temze Főiskolán, ahol eljátszotta az Othello címszerepét 2010-ben, valamint járt a Greenwichi Egyetemre, film és televíziózás szakra.

## Pályafutása

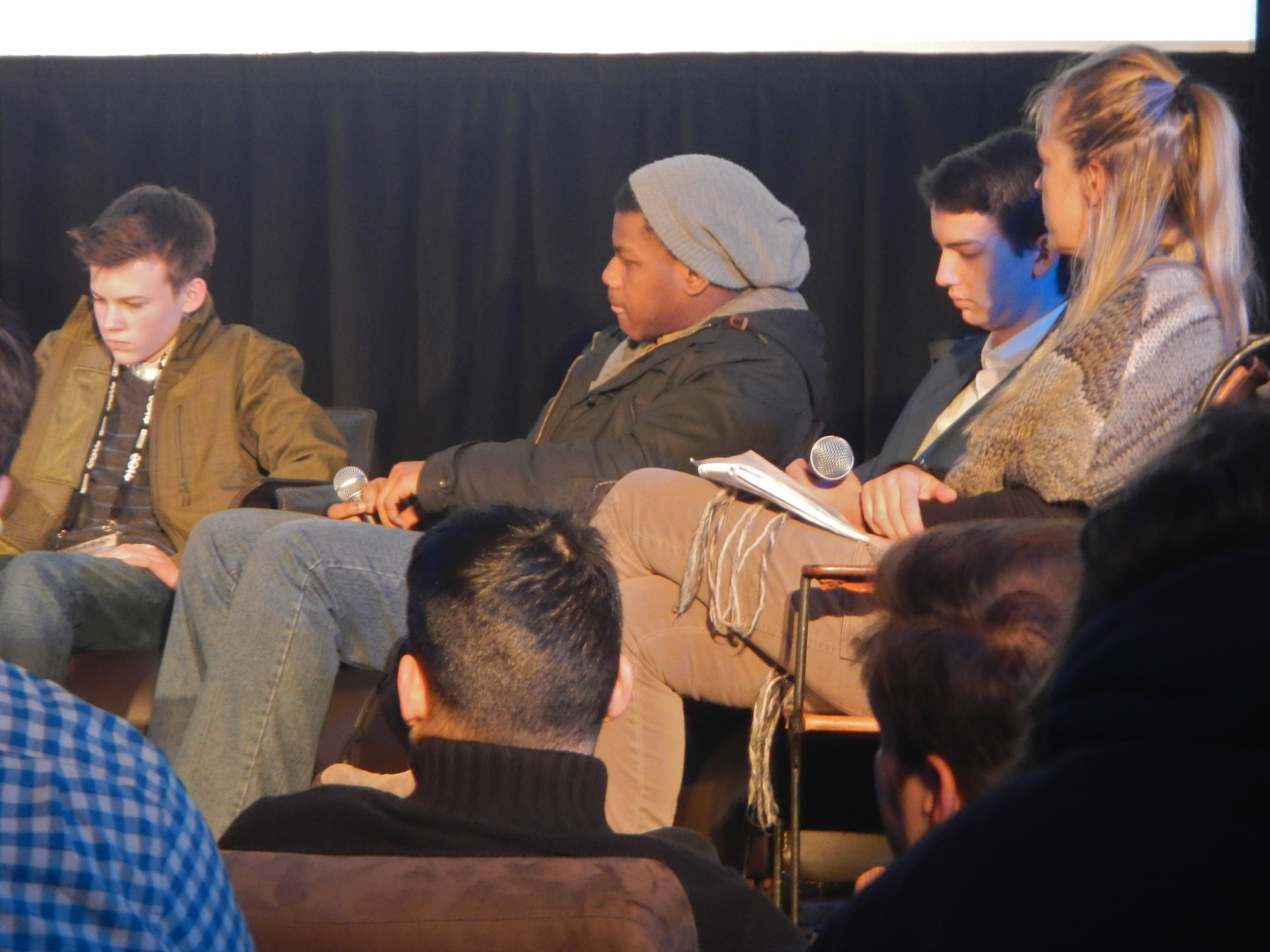
Sundance Filmfesztivál, 2014: John Boyega (balról a második), valamint Josh Wiggins, Kodi Smit-McPhee és Sharon Swart (balról jobbra)

Boyega továbbtanult a hackney-i Identity Színitanodában, és szerepelt a Királyi Nemzeti Színház Six Parties előadásában és a Tricycle Színház Category B előadásában, mielőtt megkapta volna a 2011-es Idegen arcok című film egyik főszerepét. 2011 szeptemberében az HBO bejelentette, hogy Boyega játszani fog a Da Brick című, Mike Tyson életén alapuló ökölvívós drámában, amelynek pilot epizódját John Ridley írta. Boyega szerepe Donnie lett volna, aki 18. születésnapján szabadul a fiatalkorúak börtönéből, ám a sorozatot az HBO végül nem rendelte be. Szintén 2011-ben drogdílert játszott a Junkhearts című filmben, aki fegyverekre bukkan, és megpróbálja eladni azokat.
Fionnuala Halligan a Screen Internationaltől Boyegát nevezte meg „a jövő brit sztárjának (2011)”, így két színésztársával szerepelt a magazin 2011. júliusi számának borítóján. Boyegát 2012 márciusában kiválasztották a Chimamanda Ngozi Adichie Az aranyló fél napkorong című regényéből készült filmbe.
2014. április 29-én erősítették meg, hogy Boyega játssza a Csillagok háborúja VII: Az ébredő Erő egyik főszerepét. Később az is kiderült, hogy Boyega karaktere Finn, az Első Rend rohamosztagosa, aki első küldetésén csapata kegyetlenkedéseit látva hátat fordít a fasiszta katonai rendnek, és ellenük kezd küzdeni. A filmet 2015. december 18-án mutatták be.
Boyega egy interjúban azt nyilatkozta, hogy a Marvel Comics rajongója, és szívesen eljátszaná Fekete Párducot.

## Filmográfia

### Film
| Év   | Magyar cím                             | Eredeti cím                      | Szerep          | Magyar hang   |
| ---- | -------------------------------------- | -------------------------------- | --------------- | ------------- |
| 2011 | Idegen arcok                           | Attack the Block                 | Moses           | Gacsal Ádám   |
| 2011 |                                        | Junkhearts                       | Jamal           |               |
| 2013 | Az aranyló fél napkorong               | Half of a Yellow Sun             | Ugwu            |               |
| 2014 |                                        | Imperial Dreams                  | Bambi           |               |
| 2015 | Star Wars VII. rész – Az ébredő Erő    | Star Wars: The Force Awakens     | FN-2187 / Finn  | Szatory Dávid |
| 2017 | A kör                                  | The Circle                       | Ty              | Szatory Dávid |
| 2017 | Detroit                                | Detroit                          | Melvin Dismukes | Varga Rókus   |
| 2017 | Star Wars VIII. rész – Az utolsó jedik | Star Wars: The Last Jedi         | Finn            | Szatory Dávid |
| 2018 | Tűzgyűrű: Lázadás                      | Pacific Rim: Maelstrom           | Jake Pentecost  | Szatory Dávid |
| 2019 | Star Wars IX. rész – Skywalker kora    | Star Wars: The Rise of Skywalker | Finn            | Szatory Dávid |
| 2021 | A meztelen egyediség                   | Naked Singularity                | Casi            | Szatory Dávid |
| 2022 | The Woman King – A harcos              | The Woman King                   | Ghezo király    |               |
| 2023 | Tyrone klónja                          | They Cloned Tyrone               | Fontaine        | Szatory Dávid |

### Televízió
| Év        | Magyar cím                       | Eredeti cím                 | Szerep            | Megjegyzések                 |
| --------- | -------------------------------- | --------------------------- | ----------------- | ---------------------------- |
| 2011      |                                  | Da Brick                    | Donnie            | próbaepizód                  |
| 2011      |                                  | Becoming Human              | Danny Curtis      | 4 epizód                     |
| 2011      |                                  | Law & Order: UK             | Jamal Clarkson    | 1 epizód                     |
| 2012      |                                  | My Murder                   | Shakilus Townsend | tévéfilm                     |
| 2013      |                                  | The Whale                   | William Bond      | tévéfilm                     |
| 2014      | 24: Élj egy új napért            | 24: Live Another Day        | Chris Tanner      | 4 epizód                     |
| 2015      |                                  | Major Lazer                 | Blkmrkt (hangja)  | 10 epizód                    |
| 2015      | Saturday Night Live              | Saturday Night Live         | önmaga            | 1 epizód                     |
| 2016      |                                  | Tinkershrimp & Dutch        | Dutch (hangja)    | 5 epizód                     |
| 2017–2018 | Star Wars: A sors erői           | Star Wars Forces of Destiny | Finn (hangja)     | 6 epizód                     |
| 2018      | Gesztenye, a honalapító          | Watership Down              | Bigwig (hangja)   | 4 epizód                     |
| 2019      | Élet a Serengeti Nemzeti Parkban | Serengeti                   | narrátor (hangja) | dokumentumsorozat (5 epizód) |
| 2020      | Kis fejsze                       | Small Axe                   | Leroy Logan       | minisorozat (1 epizód)       |

### Videójátékok
| Év   | Cím                               | Szerep        |
| ---- | --------------------------------- | ------------- |
| 2015 | Disney Infinity 3.0               | Finn (hangja) |
| 2016 | Lego Star Wars: The Force Awakens | Finn (hangja) |
| 2017 | Star Wars Battlefront II          | Finn (hangja) |

## Fordítás
Ez a szócikk részben vagy egészben  a   John Boyega című angol Wikipédia-szócikk ezen változatának fordításán alapul.  Az eredeti cikk szerkesztőit annak laptörténete sorolja fel. Ez a jelzés csupán a megfogalmazás eredetét és a szerzői jogokat jelzi, nem szolgál a cikkben szereplő információk forrásmegjelöléseként.